# Ermafrodito
Ermafrodito (in greco antico: Ἑρμαφρόδιτος?) è un personaggio della mitologia greca, figlio di Ermes e di Afrodite. Secondo il poeta latino Publio Ovidio Nasone, era un ragazzo molto bello che venne trasformato in un essere androgino dall'unione fisica soprannaturale avvenuta con la ninfa Salmace.
Ermafrodito è unico nel mito greco: anche il veggente Tiresia aveva difatti vissuto parte della propria esistenza sia come uomo che come donna, ma mai sperimentando i due generi sessuali allo stesso tempo.

## Simbolismo

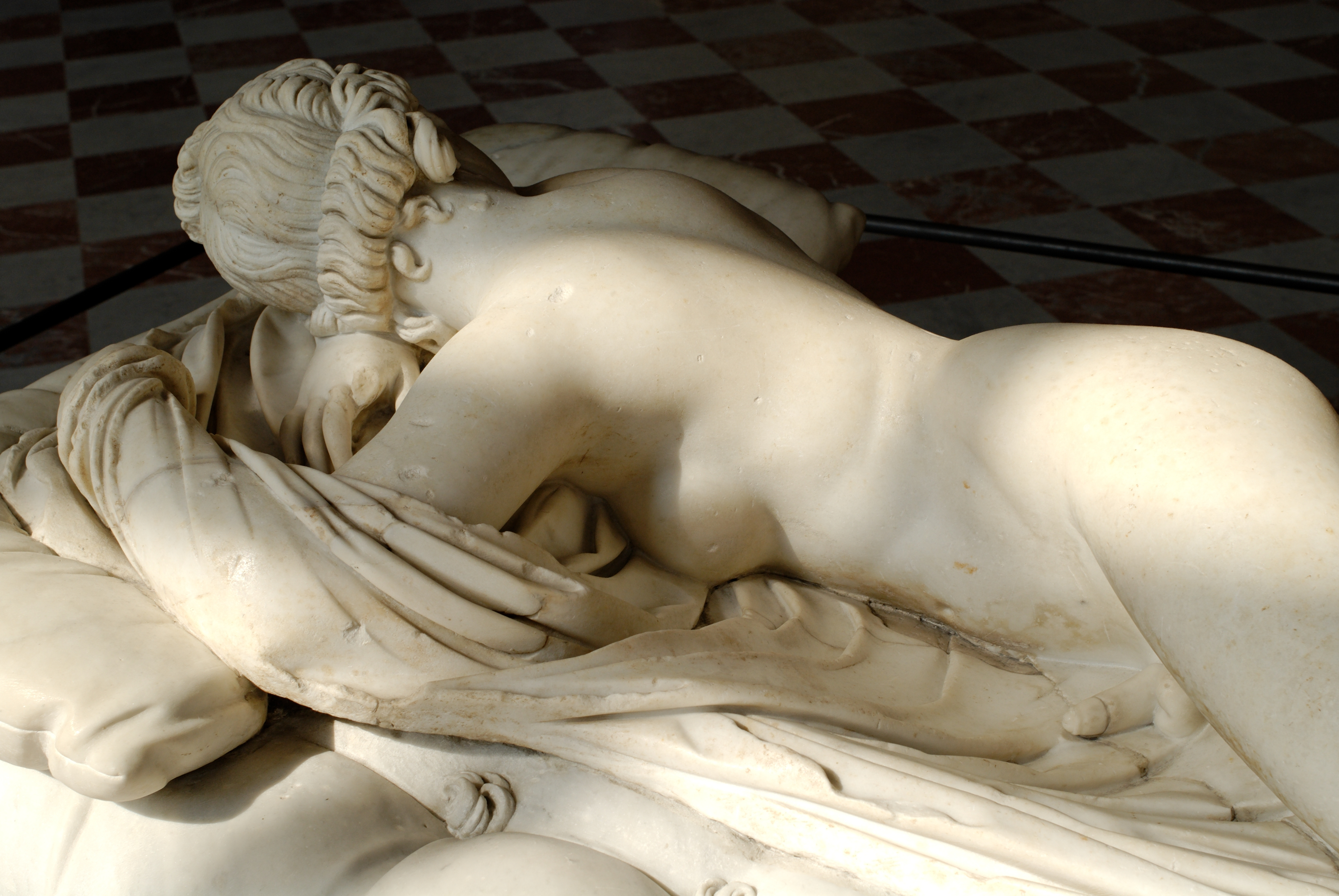
L'Ermafrodito dormiente (Parigi, Louvre).

Figlio, come scritto sopra, della dea dell'amore e del messaggero degli dei, è stato a lungo un simbolo classico di androginia ed effeminatezza, ritratto nell'arte greco-romana come una figura femminile dotata di genitali maschili.
Teofrasto suggerisce possa anche sussistere un legame tra Ermafrodito e l'istituzione del matrimonio; l'associazione sembra essere stata che, incarnando sia le qualità maschili che quelle più prettamente femminili, simboleggiava l'unione di uomini e donne nella sua qualità di evento sacro.
I genitori divini sono entrambi figure erotiche e rappresentanti della fertilità, che possiedono sfumature distintamente sessuali. Talvolta, "Hermaphroditus" viene denominato ed equiparato ad Afrodito, la versione maschile di Afrodite. Il dio itifallico Priapo, in alcune versioni del mito, è considerato anch'esso figlio di Ermes, quindi fratello di Ermafrodito, mentre lo stesso dio giovanile del desiderio erotico e della passione amorosa, Eros, viene considerato figlio di Afrodite.

## Mitologia

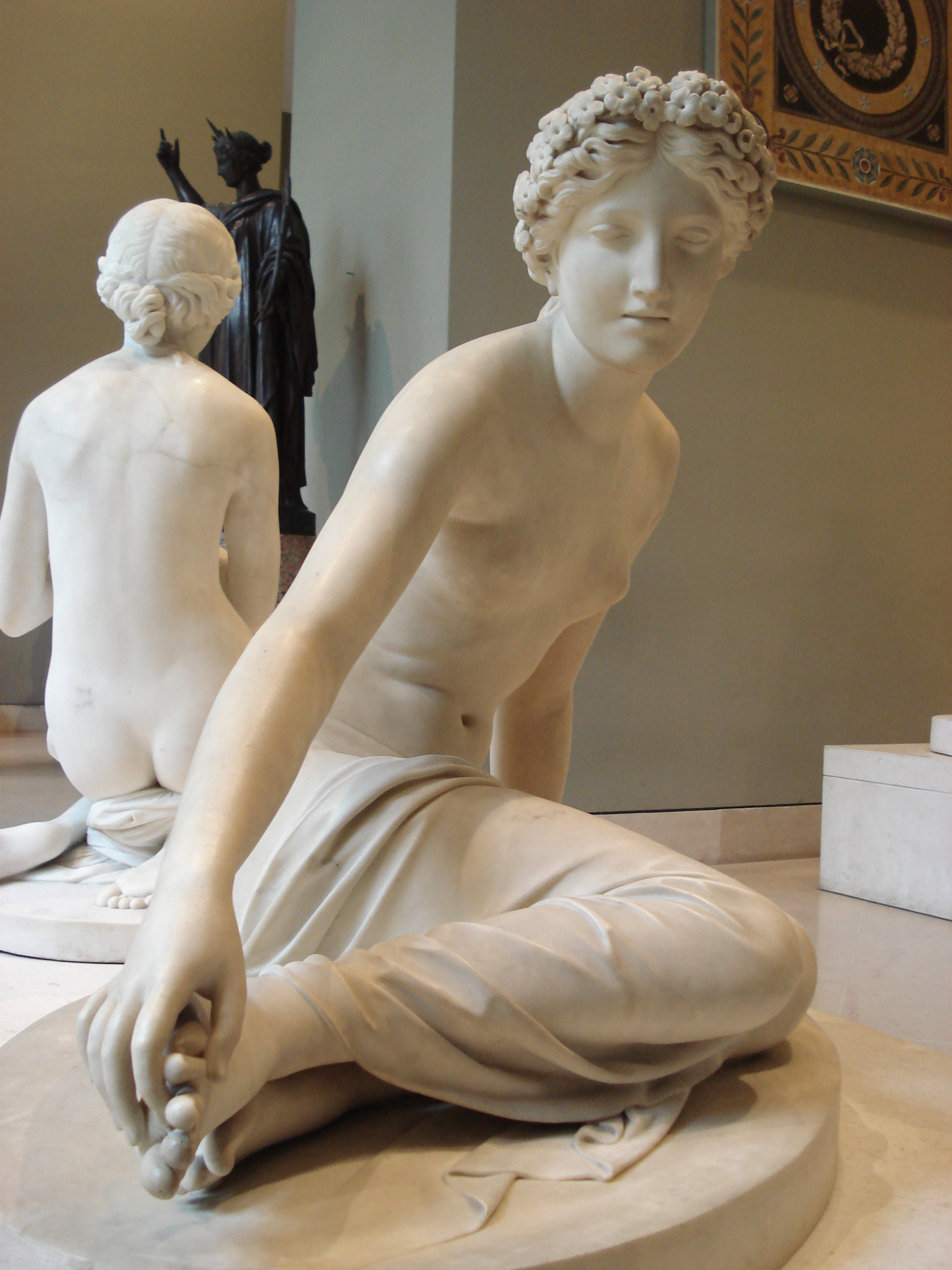
La ninfa Salmace, prima di fondersi con Ermafrodito.

Secondo la versione che Publio Ovidio Nasone racconta nelle sue Metamorfosi, il neonato era stato allattato dalle Naiadi nelle grotte del Monte Ida, una montagna sacra situata nella regione della Frigia in Asia Minore.
All'età di quindici anni, annoiato dall'ambiente in cui viveva, cominciò la sua esplorazione del mondo e viaggiò verso le città della Licia fino a giungere in Caria, sulle rive di un grande lago. Qui, in un boschetto nei pressi di Alicarnasso, lo vide la giovane ninfa Salmace, la quale si innamorò immediatamente di lui. Accesa di passione per il ragazzo cercò di sedurlo, ma fu respinta.
Salmace stette nascosta ad ammirare Ermafrodito, fino a quando egli non si spogliò ed entrò in acqua; allora questa, appena vide il giovinetto cominciare a bagnarsi nel lago, saltò fuori da dietro un albero e si gettò su di lui. Si avvolse intorno al ragazzo, con la forza lo baciò e gli toccò il petto. Mentre Ermafrodito si dibatteva, lei chiese agli dei di potersi unire per sempre al suo amato e di non esserne mai separata. Il suo desiderio venne accolto e i due divennero un essere solo: i loro corpi furono mescolati in una creatura di entrambi i sessi, metà maschio e metà femmina.
Ermafrodito ottenne in seguito dagli dei che chiunque si fosse immerso in quella stessa fonte avrebbe subito perduto la virilità. Karl Kerenyi ha paragonato il mito del bellissimo efebo con le storie riguardanti Narciso e Giacinto, che ha avuto un arcaico culto eroico, e Imeneo.

## Culto

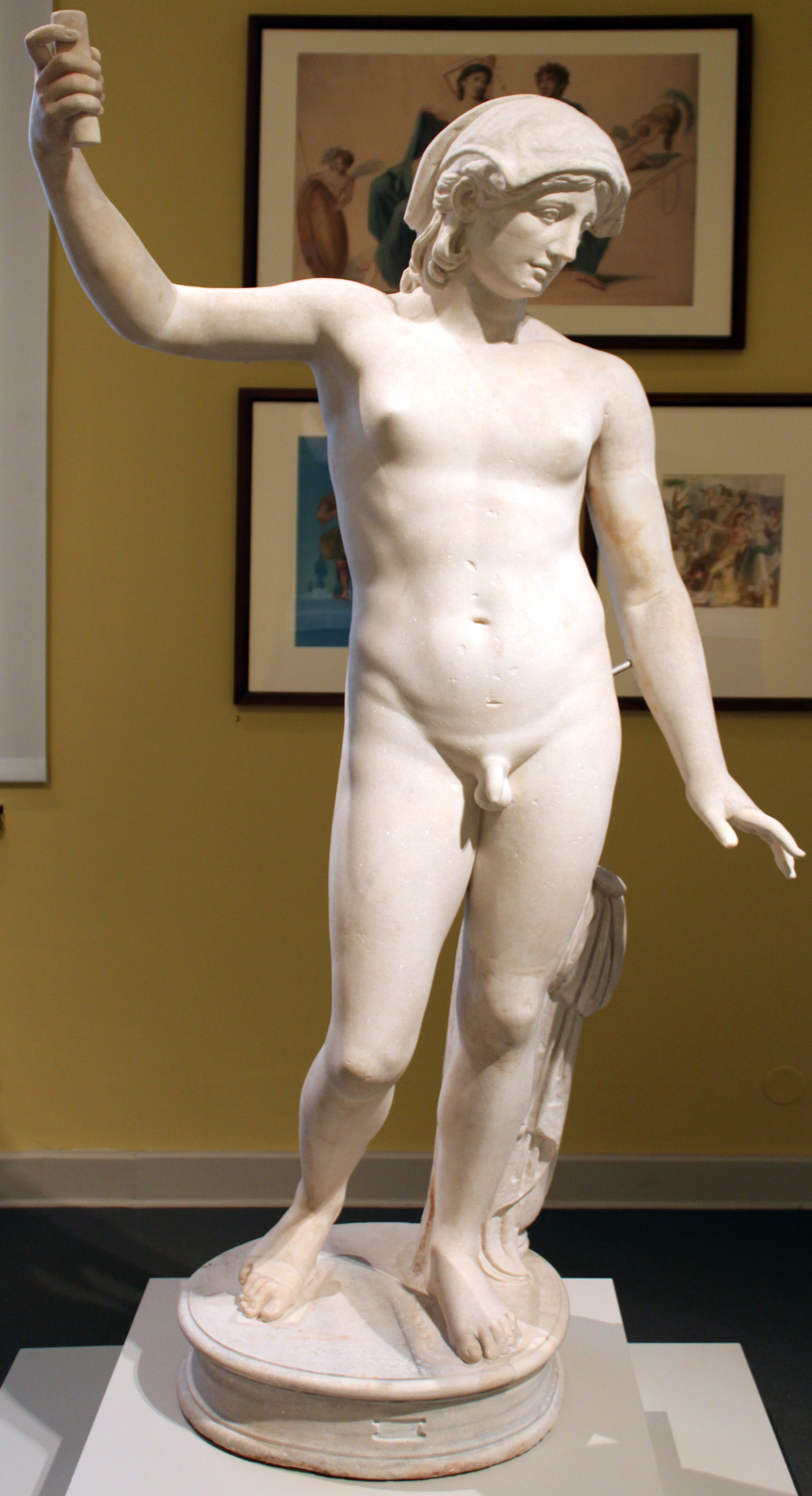
Ermafrodito in marmo, datato intorno al 120-140 d.C.

La deificazione e le origini del culto di esseri ermafroditi derivano dalle religioni orientali (vedi l'esempio di Ardhanarishvara nell'induismo), dove la natura ermafrodita esprime l'idea di un essere primitivo che in origine univa in sé entrambi i sessi. Questa doppia sessualità viene attribuita in parte anche a Dioniso tra gli altri; l'unione in un unico essere dei due principi di generazione e concezione in Ermafrodito suggerisce la presenza di un culto nella Grecia arcaica e denota i suoi poteri di divinità della fertilità.
Le più antiche tracce di un tale culto nei paesi greci si ritrovano nell'isola di Cipro. Qui, secondo Macrobio (Saturnalia iii, 8) si trovava una statua barbuta con le fattezza di un'Afrodite maschile, chiamata da Aristofane col nome di Afrodito. Filocoro nel suo Atthis ha ulteriormente identificato questa divinità che associa alla Luna, descrivendo il fatto che durante i riti sacrificali ad esso dedicati uomini e donne si scambiavano i vestiti, attuando in tal maniera una forma di travestitismo.
Il successivo Ermafrodito sarebbe una diretta prosecuzione di questo Afrodito di Cipro e significherebbe semplicemente "Afrodite in forma di Erma"; in questa sua nuova forma viene menzionato per la prima volta da Teofrasto (Caratteri, 16).

## Letteratura

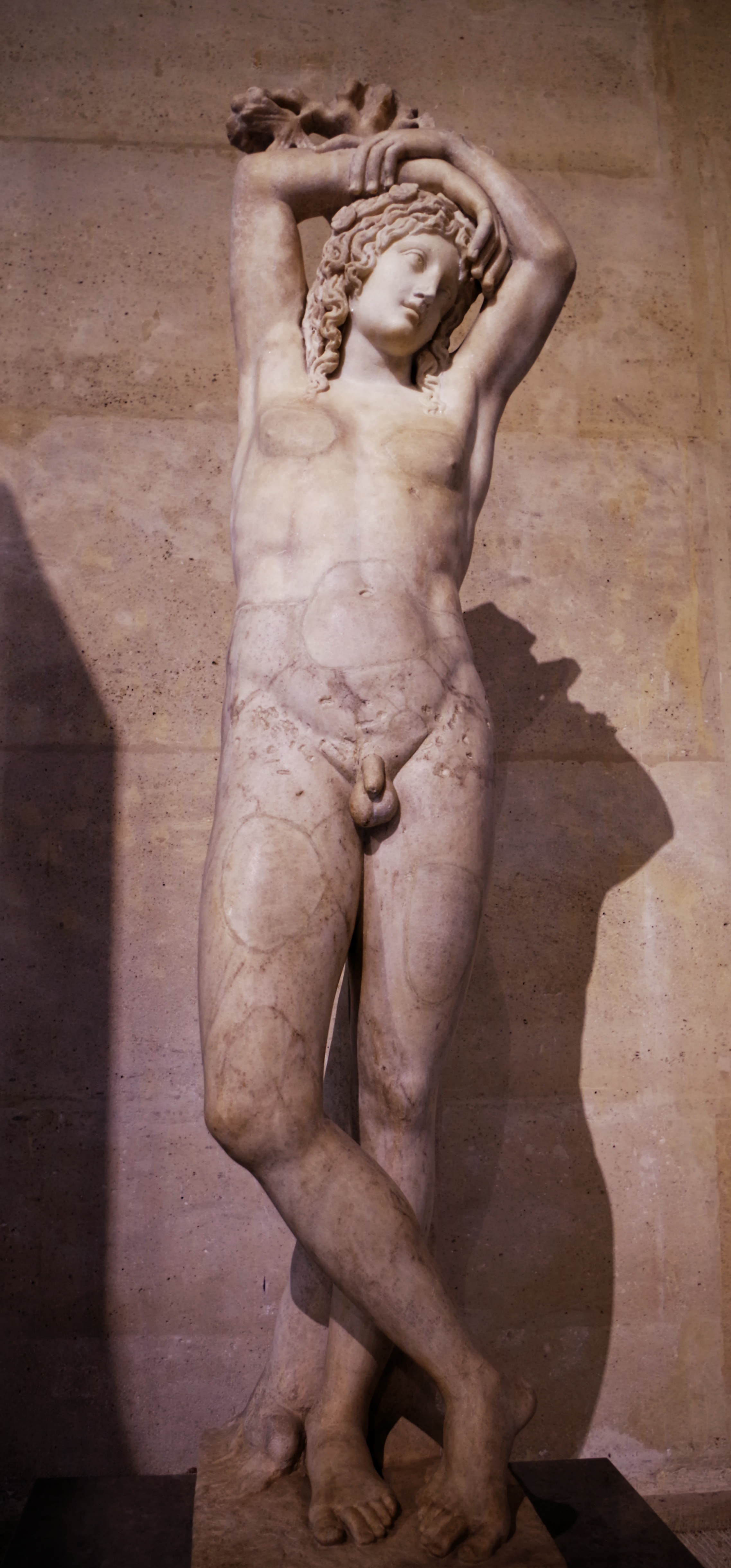
"Narcisse - Hermaphrodite Mazarin", museo del Louvre.

Diodoro Siculo, Bibliotheca historica libro IV 4. 6. 5
"Una nascita come quella di Priapo è stata da alcuni mitografi attribuita a Ermafrodito, come è stato chiamato, che nacque da Ermes e Afrodite e ricevette un nome che è una combinazione di quelli dei genitori. Secondo alcuni, questo Ermafrodito è un dio che appare di tanto in tanto tra gli uomini, e che è nato con un corpo fisico che è una combinazione di quello di un uomo e di una donna, in quanto ha un corpo bello e delicato come quello di una donna, ma con qualità maschili e il vigore di un uomo."